# Johann Christian Jeckel
Johann Christian Jeckel (* 1672; † 1737) war ein deutscher Theologe und Geschichtsschreiber.
Jeckel war von 1701 bis 1737 Pfarrer in der preußischen Stadt Teltow. Während dieser Zeit – um 1720 – entstand seine Teltowgraphie, eine Chronik über die Stadt und den Landkreis Teltow.